# François-Henri de Saxe-Lauenbourg
François-Henri de Saxe-Lauenbourg (9 avril 1604; 26 novembre 1658) est un prince de Saxe-Lauenbourg

## Biographie
François Henri est le neuvième enfant et le plus jeune fils du duc François II de Saxe-Lauenbourg (1547-1619) de son second mariage avec Marie de Brunswick-Lunebourg (1566-1626), fille du duc Jules de Brunswick-Wolfenbüttel, prince de Wolfenbüttel. Le roi Henri IV est son parrain. Dans un contrat d'héritage daté de 1619, François Henri reconnait son frère aîné Auguste comme souverain, en échange d'une rente annuelle de 2500 thalers.
Lorsque le roi Gustave II Adolphe arrive à Peenemünde en 1630, François Henri entre à son service. Il combat en tant que colonel et commandant de régiment, sous le général Johan Banér et est victorieux à la Bataille de Wittstock en 1636. Gustave Adolphe donne François Henri les biens de l'abbaye de Marienfließ en Poméranie. le 28 juin 1643, la fille de Gustave Adolphe, Christine de Suède, loue Marienfließ à François-Henri pour 10 ans, après quoi elle revient au nouveau duc de Poméranie, Frédéric-Guillaume Ier de Brandebourg, le 12 décembre 1653, qui la rétrocède à François Henri.
Après la mort de sa mère, en 1635, il reçoit Franzhagen lors d'une division de ses biens entre ses fils. Lorsque son frère Auguste meurt, François Henri reçoit Wangelau et Rothenbeck (une partie de l'actuelle Grande) en plus. Quand il est au service de la Suède, et par la suite, il passe beaucoup de temps avec Sophie de Schleswig-Holstein-Sonderbourg (1579-1658), veuve douairière de Philippe II de Poméranie. Les pères de Sophie et François Henri sont cousins. Il est à son Douaire à Treptow, un ancien couvent qu'elle a converti en château, où François Henri et Marie Julienne de Nassau-Siegen (1612-1665) se marient le 13 décembre 1637. Leur premier enfant est né à Treptow, en 1640.
François Henri sert également Sophie en tant qu'administrateur de la succession concernant sa dot. François Henri et son frère François Charles s'opposent au plan de la succession de leur frère Jules-Henri de Saxe-Lauenbourg comme seul propriétaire de Saxe-Lauenbourg. Toutefois, lorsque Jules Henri succède à son demi-frère Auguste, mort en 1656, ce différend est finalement résolu.
Plus tard, François Henri réside au château de Franzhagen. En raison de son avarice, ses sujets lui donnent le surnom de François Drybread (bas allemand : Franz Drögbrod).

## Mariage et descendance
François Henri se marie le 13 décembre 1637 à Trzebiatów, avec Marie-Julienne (1612-1665), fille du comte Jean VII de Nassau-Siegen, avec qui il a :
- Catherine Marie (1640-1641)
- Christine Julienne (1642-1644)
- Erdmuthe Sophie (1644-1689), mariée en 1665 au duc Gustave-Rodolphe de Mecklembourg-Schwerin (1632-1670), fils d'Adolphe-Frédéric Ier de Mecklembourg-Schwerin
- François (1645-1645)
- Éléonore-Charlotte de Saxe-Lauenbourg-Franzhagen (1646-1709), qui épouse en 1676 le duc Christian-Adolphe de Schleswig-Holstein-Sonderbourg-Franzhagen (1641-1702)
- Erdmann (1649-1660)

Francis Henry a également deux enfants nés hors mariage.